# Идзубути, Ютака
Ютака Идзубути (яп. 出渕 裕 Идзубути Ютака, род. 12 августа 1958 г.) — иллюстратор, художник по персонажам и режиссёр аниме.

## Биография
Свою деятельность начал в 1978 году в качестве  приглашённого дизайнера роботов в сериале Tosho Daimos. В 1980-х годах проявил себя в Sentou Mecha Xabungle, Aura Battler Dunbine и «Полиции будущего».
Идзубути доверяют дизайны костюмов, персонажей и созданий, но большинство его работ — мехи, образы роботов. Он создал и срежиссировал сериал RahXephon и также создал манга-историю Rune Masquer.
Среди работ Идзубути есть совершенно разные: Gasaraki и RahXephon. Он также создал броню Protect-Gear, используемую в «Оборотнях».
ADV Films в рекламных материалах для «РаЗефона» и некоторые обзоры замечают, что Gasaraki — работа Идзубути, но несмотря на то, что он делал дизайн мех для него, участия в написании сценария или режиссировании не принимал.
Идзубути создал дизайн костюма для одного из персонажей драмы Cutie Honey (2004), режиссируемой Хидэаки Анно, известному по «Евангелион»у; ранее Анно и Идзубути (Хидэаки называет его «Бу-тян») вместе разрабатывали дизайн для мех в Mobile Suit Gundam: Char’s Counterattack.
Идзубути сделал несколько дизайнерских работ для Eureka Seven Томоки Кёды. Кёда режиссировал эпизоды в «РаЗефоне», и его полнометражной адаптации.
В 2006 году Идзубути сказал, что он очень горд своей работой над WXIII: Patlabor the Movie 3.
В 2009 году он объявил о намерении продолжить серию Rune Masquer в журнале Monthly Comic Ryu.
Участвовал в дизайне персонажей организации SHOCKER (паук и оса) в фильме Shin Kamen Rider 2023 года.

## Графические альбомы
- ANAM — Record of Lodoss War Illustrations (ISBN 4048530658, Kadokawa Shoten) — 1999
- Mechanical Design Works I Realistic World  (ISBN 4896014901, Movic) — 2000
- RahXephon Bible: Analysis Phase (ISBN 1-4139-0026-7, ADV Films) — 2003